# La Lettura (rivista)
La Lettura è stata una rivista mensile illustrata del Corriere della Sera pubblicata dal 1901 al 1946.
La rivista è ritornata nel 2011, come supplemento allegato all'edizione domenicale del quotidiano.

## Storia

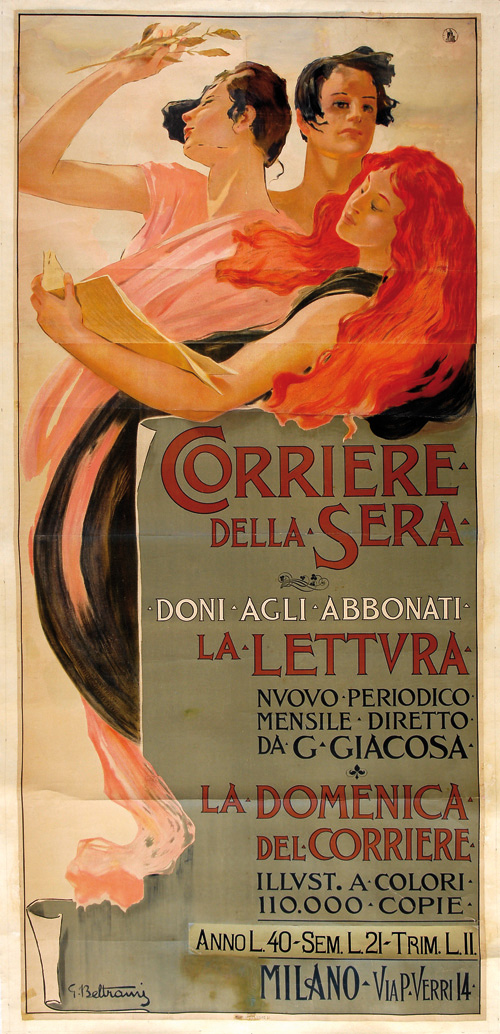
Cartellone pubblicitario firmato da Giovanni Beltrami che annuncia l'uscita del mensile «La Lettura» (fine 1900).

Quando nasce è un tipo di pubblicazione del tutto nuovo per l'Italia, perché mescola le caratteristiche della rivista colta e di quella popolare. Probabilmente Luigi Albertini, che la fonda, aveva preso l'idea dalle riviste diffuse all'epoca nel mondo anglosassone. Pochi anni prima il Corriere aveva varato, con enorme successo, La Domenica del Corriere, settimanale per le famiglie. La Lettura puntava ad una fascia alta: le famiglie della media borghesia desiderose di acculturarsi, ma anche gli intellettuali. A dirigerla viene chiamato il suocero di Albertini e uno degli scrittori più amati all'epoca, il drammaturgo Giuseppe Giacosa; egli concepì la rivista ripartendo i contenuti in due parti: a) pezzi originali affidati a nomi prestigiosi (della letteratura, della scienza, del giornalismo); b) spoglio di riviste italiane e straniere. Quest'ultimo cessa molto presto e viene sostituito dalla sezione "Varietà" (che occupa circa un terzo del fascicolo), composta da articoli più brevi, di tono più leggero, spesso affidati a giornalisti della redazione del Corriere.
Sulle pagine della rivista, nell'arco di mezzo secolo, compaiono quasi tutte le firme più importanti della prima metà del Novecento: basti citare Giovanni Pascoli, Gabriele D'Annunzio, Giovanni Verga, Alberto Savinio, Carlo Emilio Gadda e Dino Buzzati. Luigi Pirandello, per esempio, vi pubblica il suo primo lavoro teatrale, l'atto unico Cecè, con due anni d'anticipo rispetto all'esordio sulle scene.
Un punto di forza fondamentale era costituito dalle illustrazioni: gli articoli d'informazione sono sempre corredati da fotografie. Il materiale fotografico, trasmesso dagli inviati del Corriere della sera, aveva la funzione di completare ed arricchire la scrittura. Nel gennaio 1905 appaiono su La Lettura le fotografie della battaglia di Liaoyang (guerra russo-giapponese, 1904) scattate da Luigi Barzini senior: si trattò della prima pubblicazione di fotografie di un campo di battaglia su un periodico. La novità (oggi potremmo dire uno scoop d'eccezione) fece esaurire i numeri della rivista in poche ore. Un'altra primizia fu la pubblicazione dei testi della prima trasmissione della radio italiana, il radiodramma L'anello di Teodosio.
Achille Beltrame eseguì tutte le copertine dal 1912 al 1919, per un totale di 96 tavole, tutte siglate AB.
Anche le novelle e i romanzi a puntate erano accompagnate da disegni. Dal 1906 poi anche la copertina venne illustrata a colori. Prestarono la loro opera gli illustratori più noti dell'epoca: da Enrico Sacchetti, che è in assoluto il più rappresentato, al prestigioso Marcello Dudovich, dal fiabesco Umberto Brunelleschi al caricaturale Sergio Tofano (alias «Sto»).
Dopo la morte di Giuseppe Giacosa (settembre 1906), la direzione passa a Renato Simoni. Con Mario Ferrigni (dal 1923) la scrittura degli articoli diventa più giornalistica e popolare, ma si mantiene sempre entro i limiti del decoro e di un buon livello culturale.
Durante la seconda guerra mondiale la rivista, così come il Corriere della Sera entrò nell'orbita della Repubblica Sociale Italiana. Nel maggio 1945 le uscite furono sospese per deliberazione «Allied Publication Board» anglo-americano. Tornò nelle edicole tre mesi dopo con un nuovo formato, una nuova numerazione ed una nuova periodicità. Dall'agosto 1945 all'ottobre 1946 uscirono in tutto 61 fascicoli.
La rivista fu ripresa con alcuni numeri speciali, usciti nel 1948, 1950 e nel 1952.
Da essa sono poi derivate due riviste omonime:
- La Lettura di Mario Spagnol (1977-1979);
- La Lettura di Oreste Del Buono (1979-1980).

## Direttori
- Giuseppe Giacosa (gennaio 1901 - 2 settembre 1906)[5]
- Renato Simoni (settembre 1906 - 1923)
- Mario Ferrigni (1923 - luglio 1934)
- Aldo Borelli, in qualità di direttore del Corriere (luglio 1934 - 1937)

Emilio Radius, redattore capo (luglio 1934 - 1937)
- Emilio Radius (1937 - giugno 1940)[6]
- Comitato direttivo presieduto da Renato Simoni: giugno 1940 - settembre 1943

Guido Piovene, redattore capo
- Raul Radice (ottobre 1943 - marzo 1945)
- Sospeso per deliberazione dell'«Allied Publication Board» anglo-americano
- Filippo Sacchi (23 agosto 1945 - 19 ottobre 1946)